# Oberonia affinis
Oberonia affinis är en orkidéart som beskrevs av Oakes Ames och Charles Schweinfurth. Oberonia affinis ingår i släktet Oberonia och familjen orkidéer. Inga underarter finns listade i Catalogue of Life.